# Юріко Йошитака
Юріко Йошитака (яп. 吉高 由里子, Yoshitaka Yuriko) — японська акторка. Вона зіграла численні ролі в кіно та на телебаченні, зокрема головні ролі у фільмах «Змії та сережки», «Юрігокоро» та «Асадора Ханако до Енн» на каналі NHK.

## Кар'єра
У віці 16 років, у перший рік навчання в середній школі, Йошитака приєдналася до індустрії розваг, коли її розвідало агентство під час шопінгу в Харадзюку. Йошитака дебютувала як акторка в 2006 році. У 2007 році їй дали головну роль в екранізації відзначеного нагородами роману Хітомі Канехара " Змії та сережки ". Зображення Луї, підлітка, чиє життя починає крутитися вниз після зустрічі з роздвоєним язиком і татуйованою Амою, ця роль стала для Йошитаки проривом . Японська громадськість почала звертати на неї увагу, і в опитуванні, проведеному Oricon, Йошитака стала п'ятою багатообіцяючою молодою актрисою 2009 року і найновішою жінкою-знаменитістю 2009 року. У 2010 році Oricon знову провів опитування на найперспективнішу актрису, і їй вдалося піднятися на перше місце в опитуванні.
Йошітака почала отримувати більше роботи в 2008 році, коли вона з'явилася в музичному відео Flow "Arigatō" (яп. ありがとう, "Дякую") , отримала свою першу головну роль у комедійній драмі " Konno-san to Asobo (яп. 紺野さんと遊ぼう, Давайте пограємо з Конно-сан) і зіграла головну роль у фільмі Yubae Shōjo (яп. 夕映え少女, Дівчина на заході сонця) до виходу в кінотеатрах її іншого головного фільму Snakes and Earrings .
У 2009 році Йошитака отримав роль суїцидальної Каїрі Хаякава в романтично-комедійній драмі «Любовна перестановка». Пізніше в тому ж році вона Yūki Matsunaga (яп. 松永 由岐, Мацунага Юкі) у поліцейській драмі «Токійські пси» з Шуном Огурі та Хіро Мідзусімою в ролі її партнерів.
У 2010 році вона зіграла всіх трьох сестер у короткометражному драматичному серіалі під назвою " Tofu Shimai (яп. 豆腐姉妹, Сестри Тофу) . 13 травня 2010 року було оголошено, що Йошитака отримала свою першу головну роль у мережевому телевізійному драматичному серіалі під назвою " Mioka (яп. 美丘) ", де зіграла студентку університету з невиліковною хворобою.
З 31 березня 2014 року по 27 вересня 2014 року вона зіграла Ханако Мураока (1893—1968) у японському телевізійному драматичному серіалі Hanako Hanako to Anne (яп. 花子とアン, Hanako to An) , 90-му серіалі про Асадора, який транслюється на NHK . Вона приймала 65-й NHK Kōhaku Uta Gassen напередодні Нового року 2014 разом з Arashi .

## Особисте життя
Готуючись до ролі у фільмі «Змії та сережки», Йошитака потрапила в дорожньо-транспортну пригоду у вересні 2007 року і отримала перелом щелепи. У результаті вона п'ять днів пробула у відділенні інтенсивної терапії .

## Фільмографія

### Фільмии
| Рік  | Назва                      | Роль                           | Примітки     | посилання |
| ---- | -------------------------- | ------------------------------ | ------------ | --------- |
| 2005 | Зоопарк                    | «Сім кімнат» Кімната 7 дівчина |              |           |
| 2006 | Обідній стіл Норіко        | Юка Шимбара                    |              |           |
| 2007 | Маруямачо                  | Щетинка                        |              |           |
| 2007 | Kayokyoku Dayo, Jinsei wa  |                                |              |           |
| 2007 | Дрейфувати в Токіо         | Фуфумі                         |              |           |
| 2008 | Юбае Сьодзьо               |                                | Головна роль |           |
| 2008 | Кіборг Вона                | Студент у 22 столітті          |              |           |
| 2008 | Ваші друзі                 | Ханай Кьоко                    |              |           |
| 2008 | Змії та сережки            | Луї                            | Головна роль |           |
| 2009 | Клоуни Гравітації          | Нацуко                         |              |           |
| 2009 | Кайдзі 2                   | Хіромі Ішіда                   |              |           |
| 2010 | Subete wa Umi ni Naru      | Шизуко                         |              |           |
| 2011 | Ганц                       | Тае Кодзіма                    |              |           |
| 2011 | Ганц: Ідеальна відповідь   | Тае Кодзіма                    |              |           |
| 2011 | Cannonball Wedlock         | Чі                             | Головна роль |           |
| 2012 | Робо-Г                     | Йоко Сасакі                    |              |           |
| 2012 | Ми були там: перше кохання | Нанамі Такахаші                | Головна роль |           |
| 2012 | We Were There: True Love   | Нанамі Такахаші                | Головна роль |           |
| 2013 | Історія Йоносуке           | Шоко Йосано                    |              |           |
| 2013 | Рівняння середини літа     | Міса Кішітані                  |              |           |
| 2017 | Юрігокоро                  | Місако                         | Головна роль |           |
| 2018 | Вбивство для прокуратури   | Сахо Тачібана                  |              |           |
| 2020 | Ваші очі говорять          | Акарі Кашівагі                 | Головна роль |           |

## Нагороди та номінації
| Рік  | Премія                                               | Нагорода                       | Робота              | Результат | Ref(s)        |
| ---- | ---------------------------------------------------- | ------------------------------ | ------------------- | --------- | ------------- |
| 2007 | 28-й кінофестиваль у Йокогамі                        | Найкращий новачок              | Обідній стіл Норіко | Перемога  | [ 13 ]        |
| 2009 | 32-а премія Японської кіноакадемії                   | Найкращий новачок              | Змії та сережки     | Перемога  | [ 14 ]        |
| 2009 | 51-ша церемонія вручення премії « Блакитна стрічка». | Найкращий новачок              | Змії та сережки     | Перемога  | [ 15 ] [ 16 ] |
| 2009 | 18-а премія Японських кінокритиків                   | Найкраща нова актриса          | Змії та сережки     | Перемога  | [ 17 ]        |
| 2012 | 36 -а церемонія вручення премії Elan d'or            | Новачок року                   | себе                | Перемога  | [ 18 ]        |
| 2012 | 33-й кінофестиваль у Йокогамі                        | Найкраща жіноча роль           | Cannonball Wedlock  | Перемога  |               |
| 2014 | 68-ма церемонія вручення кінопремії Майніті          | Найкраща актриса другого плану | Історія Йоносуке    | Перемога  |               |
| 2018 | 41-ша премія Японської кіноакадемії                  | Найкраща жіноча роль           | Юрігокоро           | Номінація |               |
| 2022 | 15-а церемонія вручення премії Tokyo Drama Awards    | Найкраща жіноча роль           | Найдорожчий         | Перемога  | [ 19 ]        |